# مورو دآلبا
مورو دآلبا (به ایتالیایی: Morro d'Alba) یک کومونه در ایتالیا است که در استان آنکونا واقع شده‌است. مورو دآلبا ۱۹٫۱ کیلومتر مربع مساحت و ۱٬۹۶۱ نفر جمعیت دارد و ۱۹۹ متر بالاتر از سطح دریا واقع شده‌است.